# Montigny-sur-Loing
Montigny-sur-Loing (ejtése: [mɔ̃tiɲi syʁ lwɛ̃]) település Franciaországban, Seine-et-Marne megyében. Lakosainak száma 2634 fő (2022. január 1.). Montigny-sur-Loing Bourron-Marlotte, Fontainebleau, La Genevraye és Moret-Loing-et-Orvanne községekkel határos.

## Népesség
A település népességének változása:
| Lakosok száma | 2741 | 2728 | 2807 | 2701 | 2680 | 2660 | 2640 | 2621 | 2634 |
|               | 2013 | 2015 | 2016 | 2017 | 2018 | 2019 | 2020 | 2021 | 2022 |